# Blepharidachne
Genre
Classification APG III (2009)
Blepharidachne est un genre végétal de la famille des Poaceae. 

## Liste d'espèces
Selon World Checklist of Selected Plant Families (WCSP) (30 nov. 2011) et ITIS (30 nov. 2011) :
- Blepharidachne benthamiana (Hack.) Hitchc. 1920
- Blepharidachne bigelovii (S.Watson) Hack. 1889
- Blepharidachne hitchcockii Lahitte 1939
- Blepharidachne kingii (S.Watson) Hack. 1889